# Ronald Musagala
Ronald Musagala (né le 16 décembre 1992) est un athlète ougandais, spécialiste des courses de demi-fond.

## Biographie
Il atteint la finale du 1 500 mètres lors des Jeux olympiques de 2016, à Rio de Janeiro.
Le 5 juillet 2019, à Lausanne, il porte le record national du 1 500 m à 3 min 31 s 33.

## Palmarès
| Date | Compétition            | Lieu           | Résultat | Épreuve | Performance   |
| ---- | ---------------------- | -------------- | -------- | ------- | ------------- |
| 2014 | Jeux du Commonwealth   | Glasgow        | 8e       | 800 m   | 1 min 47 s 19 |
| 2016 | Jeux olympiques        | Rio de Janeiro | 11e      | 1 500 m | 3 min 51 s 68 |
| 2018 | Championnats d'Afrique | Asaba          | 3e       | 1 500 m | 3 min 36 s 41 |

## Records
| Épreuve | Temps              | Lieu         | Date                         |
| ------- | ------------------ | ------------ | ---------------------------- |
| 1 500 m | 3 min 30 s 58 (NR) | Monaco Paris | 12 juillet 2019 24 août 2019 |